# إي وو

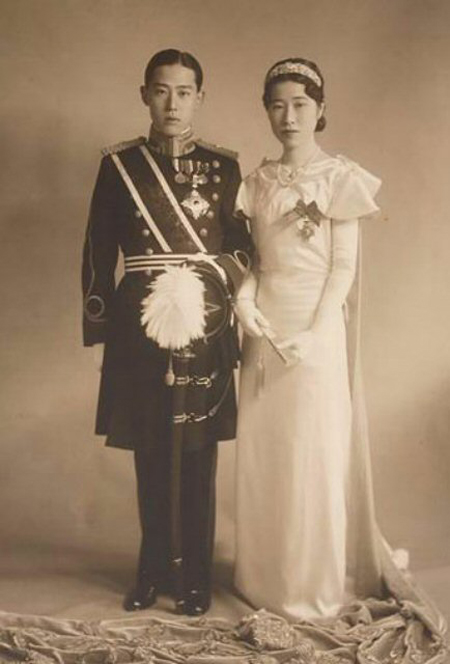
الأمير يي وو وزوجته الأميرة بارك تشان جو.

العقيد يي وو (15 نوفمبر 1912 - 7 أغسطس 1945) كان عضو في العائلة الإمبراطورية الكورية وعقيد برتبه ملازم في الجيش الإمبراطوري الياباني، قتل خلال الحرب العالمية الثانية على إثر القصف الذري لهيروشيما عن عمر يناهز 32 سنة.